# Гартманнсдорф-Райхенау
Гартманнсдорф-Райхенау (нім. Hartmannsdorf-Reichenau) — громада в Німеччині, розташована в землі Саксонія. Входить до складу району Саксонська Швейцарія — Східні Рудні Гори. Складова частина об'єднання громад Клінгенберг.
Площа — 28,31 км2. Населення становить 1011 ос. (станом на 31 грудня 2020).

## Галерея

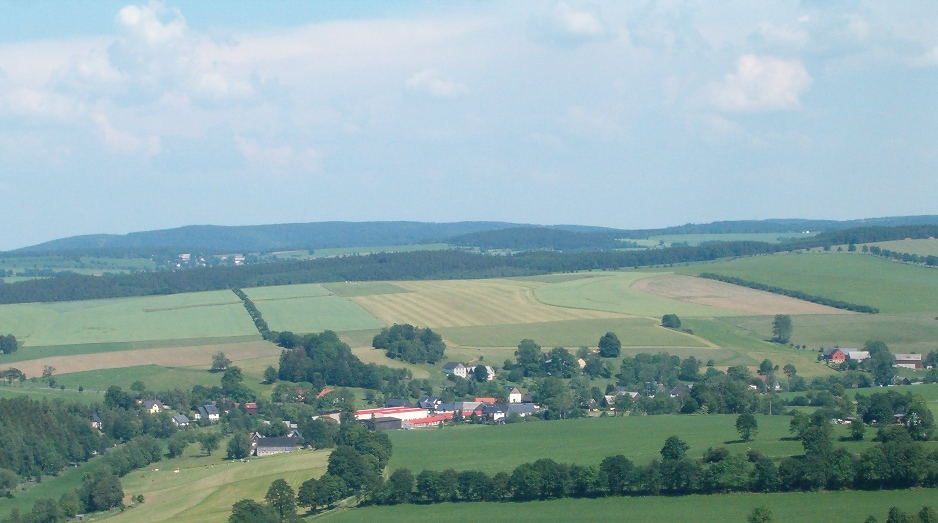
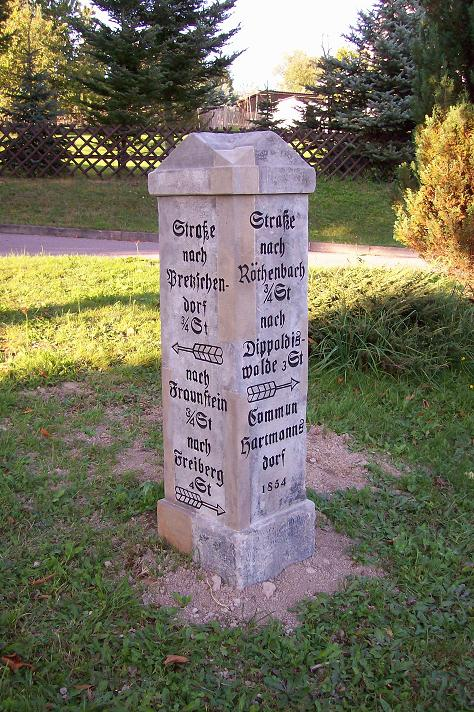